# Azotan rtęci(II)
Azotan rtęci(II), Hg(NO
3)
2 – nieorganiczny związek chemiczny, sól rtęci na II stopniu utlenienia i kwasu azotowego. Jest to białe lub bezbarwne ciało stałe, bardzo dobrze rozpuszczalne w wodzie. Występuje w formie bezwodnej oraz mono- i dihydratu.

## Otrzymywanie
Związek ten można otrzymać poprzez dodawanie rtęci do gorącego, stężonego kwasu azotowego. Po zatężeniu azotan rtęci(II) krystalizuje w postaci hydratu. Niedomiar kwasu lub jego niskie stężenie prowadzić może do otrzymania azotanu rtęci(I), Hg
2(NO
3)
2.

## Zagrożenia
Jak wszystkie rozpuszczalne związki rtęci, jest silnie trujący. Działa toksycznie przez drogi oddechowe, w kontakcie ze skórą i po połknięciu. Kumuluje się w organizmie. Działa bardzo toksycznie na organizmy wodne i może powodować długo utrzymujące się niekorzystne zmiany w środowisku wodnym.